# Jaqaru
Le jaqaru (jaqaru en jaqaru) est une langue aymarane parlée au Pérou.

## Écriture
Une proposition d’alphabet jaqaru est conçue et utilisée en 2006 et 2007 lors de la création de cours de jaqaru pour enseignant. Cet alphabet est approuvé par différents membres de la communauté et des experts linguistique lors du premier congrès de normalisation de l’alphabet de la langue jaqaru à Tupe en juin 2010, et est officiellement adopté par le ministère de l’Éducation en août 2010.
| i | a | u | ch | chˮ | cʼ | cx | cxˮ | p | pˮ | pʼ | k | kˮ | kʼ | q | qˮ | qʼ | tˮ | tʼ | tx | txˮ | txʼ | tz | tzˮ | tzʼ | j | l | ll | m | n | ñ | nh | r | s | sh | w | y |